# غيورون
الغيورون أو الزَّيلوت أو الأحامس (مفرده: أحمس) طائفة يهودية نشأت في القرن الأول عرفت بمقاومتها وتعصبها الشديد ضد التبعية الرومانية ودعا الزيلوت إلى الثورة المسلحة وتحرير يهودا نهائياً من الحكم الروماني، ومن بين الزيلوت ظهر مجموعة تقوم بعمليات الاغتيال المنظمة وكانوا يعرفون باسم السيكاري أي حملة الخناجر الذين كانوا يطعنون الرومانيين بالخناجر.
نادى الزيلوت بالاستقلال عن الحكم الروماني وبالتالي فهم جماعة محظورة، سرية وقليلة العدد، إضافة لكونها على خلاف مع الأحزاب الثلاث الأخرى، الفريسيون، الصدوقيون والهيروديون؛ وقد نال الغيورون تعاطفًا من الشارع اليهودي المتذمر من الحكم الروماني وتتوقًا أيضًا لقدوم الماشيح المخلص السياسي والدينوي، وقد ورد ذكر الغيورين ثلاث مرات في العهد الجديد بشكل مرتبط بأحد التلاميذ الاثني عشر والذي دعي بسمعان القانوي أو الغيور، كذلك تشير بعض النظريات الحديثة إلى أن يهوذا الإسخريوطي كان واحدًا من الغيورين، ومن المؤكد أن باراباس الذي أطلق سراحه تزامنًا مع الحكم على يسوع بالموت كان واحدًا منهم، وقد انتهت هذه الفئة بشكل نهائي في أعقاب حصار أورشليم وتدمير الهيكل سنة 70.

## التسمية
كلمة غيورون هي معنى لكلمة (قنََائيم) مأخوذة من كلمة عبرية (قانََا) تعني غيور أو صاحب حمية.

## أصولهم
هي فرقة يهودية دينية وقيل أنه جناح متطرف من الفريسيين وتنظيم عسكري وحزب سياسي وقد كان أول ذكر لهم في عام (6 ق.م) باعتبارهم أتباع ليهودا الجليلي. ويبدو أن أصولهم أقدم عهدا يعود إلى التمرد الحشموني (186ق.م) وذكر يوسيفوس رجلا يدعى حزقيا أعدمه (هيرود) وحزقيا أبو يهودا الجليلي.

## فكرهم
وفكرهم يتسم بأنه فكر شعبي مفعم بالأساطير الشعبية وأسطورة الماشيح أساسي في أفكارهم، وكثيرا يدعي زعمائهم أنهم الماشيح المخلص وقدموا رؤية للتاريخ أن الشرط الأساسي للخلاص هي هزيمة روما، وأنه ثمة حرب بين جيوش يسرائيل وجيوش يأجوج ومأجوج (روما)، والنصر مكتوب لليهود في الجولة الأخيرة فعلى هذا فإن فكرهم تسيطر عليه النزعة الأخروية التي انتشرت في فلسطين.

## ثورتهم ضد الرومان
استولوا على القدس وتعاونوا مع الفريسيين في هذه الثورة وقد استخدم الغيورون أسلوب حرب عصابات ضد روما، فقاموا بقتل وخطف من تعاون مع روما فقضى الرومان على ثورة اليهود واستسلمت القوات اليهودية، وكان آخر القوات اليهودية بقيادتة إليعازر بن جاير في مسادا وقد آثرت الانتحار على الاستسلام لأنها ذبحت الحامية الرومانية بعد استسلامها لهم وخشوا أن يقتلهم القائد الروماني على عكس القلاع الأخرى التي استسلمت للرومان مثل: ماخايروس وهيروديام

## وصلات خارجية
- الزيلوت في الموسوعة اليهودية (بالإنجليزية)